# GP Rennes
De Grote Prijs van Rennes of GP Rennes was een wielerwedstrijd in Frankrijk rondom de stad Rennes in Bretagne die doorgaans in de eerste week van april werd verreden.
De eerste editie dateert van 1979, de laatste koers werd in 2008 verreden. Sinds 2005 was de wedstrijd opgenomen in het Europese continentale circuit van de UCI, de UCI Europe Tour. De GP Rennes werd traditioneel in het voorjaar verreden en telde ook mee voor de Coupe de France, een regelmatigheids klassement van wielerwedstrijden in Frankrijk.
De Fransman Nicolas Jalabert is de enige meervoudige winnaar, hij won de koers tweemaal.

## Lijst van winnaars

### Meervoudige winnaars
| Overwinningen | Renner           | Land      | Jaren       |
| ------------- | ---------------- | --------- | ----------- |
| 2             | Nicolas Jalabert | Frankrijk | 1996 + 1997 |

### Overwinningen per land
| Overwinningen | Land                                                                   |
| ------------- | ---------------------------------------------------------------------- |
| 17            | Frankrijk                                                              |
| 3             | België                                                                 |
| 2             | Italië , Oekraïne                                                      |
| 1             | Canada , Denemarken , Estland , Nederland , Rusland , Verenigde Staten |